# Strensall
Strensall – wieś w Anglii, w North Yorkshire, w dystrykcie (unitary authority) York. W 2001 civil parish liczyła 3815 mieszkańców. Strensall jest wspomniana w Domesday Book (1086) jako Strenshale.